# تاکو واتانابه
تاکو واتانابه (انگلیسی: Taku Watanabe؛ زادهٔ ۹ نوامبر ۱۹۷۱) بازیکن فوتبال اهل ژاپن است.
از باشگاه‌هایی که در آن بازی کرده‌است می‌توان به باشگاه فوتبال سرزو اوساکا و باشگاه فوتبال کونسادول ساپورو اشاره کرد.